# Dzsombe Szudi mohéli királynő
Dzsombe Szudi (Ouallah, Mohéli, 1836/37 – Fomboni, Mohéli, 1878), születési neve: Raketaka, muszlim neve: Fatima, comorei nyelven: Jombe Sudy, franciául: Djoumbé Soudi, Mohéli (comorei (sikomor) nyelven: Mwali) királynője (szultánája) a Comore-szigetek egyik szigetén. A madagaszkári eredetű Imerina-dinasztia tagja. I. Ranavalona madagaszkári királynő rokona. Szalima Masamba mohéli királynő anyja.

## Élete

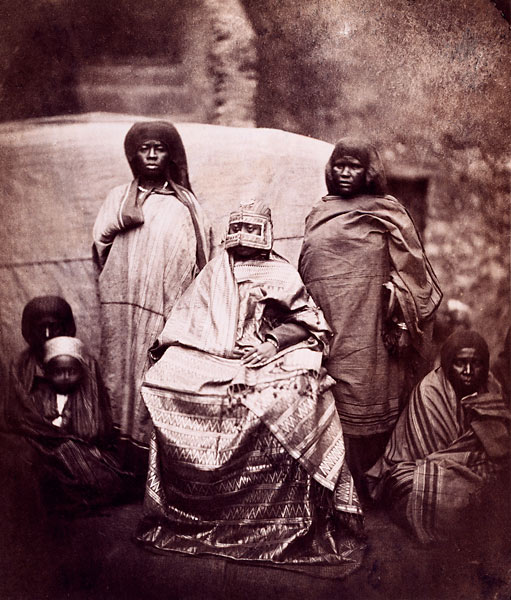
Dzsombe Szudi királynő-szultána 1863-ban az udvarhölgyeivel egy francia küldöttség fogadásakor. A királynő jobbján látható elsőszülött fia, az ekkor négyéves körüli Mohamed trónörökös. Désiré Charnay (1828–1915) francia utazó felvétele

Édesapja Ramanetaka-Rivo (–1842) madagaszkári herceg és marsall, aki I. Radama madagaszkári király halála (1828) után Radama főfeleségének, I. Ranavalona madagaszkári királynőnek a trónra jutása után, hogy mentse az életét, a Comore-szigetekre menekült, felvette az iszlámot és az Abdul Rahman nevet, majd 1830-tól Mohéli szigetének a szultánja lett.  Édesanyja Ravao (–1847), I. Radama madagaszkári király harmadik felesége, aki pedig miután az első férje, I. Radama elvált tőle, feleségül ment annak rokonához, Ramanetaka-Rivo herceghez, és Radama főfeleségének, I. Ranavalonának a hatalomra kerülése után együtt menekült második férjével Mohélire, ahol őbelőle szultána lett. Majd Ramanetaka-Abdul Rahman halála után kiskorú lánya, Dzsombe Szudi lett az uralkodó, ő pedig lánya nevében átvette a régensséget, és hozzáment Ratszivandini tábornokhoz, aki az ő társrégense lett, de elvált tőle, és 1846-ban Szaid Abdul Rahman bin Szultan Alavi anjouani herceg felesége lett, viszont már a következő évben mérgezés következtében Mohéli fővárosában, Fomboniban elhunyt. Lánya, Dzsombe Szudi királynő ekkor 10 éves volt.  Dzsombe Szudit 1849. május 26-án Mohéli székhelyén, Fomboniban megkoronázták. 

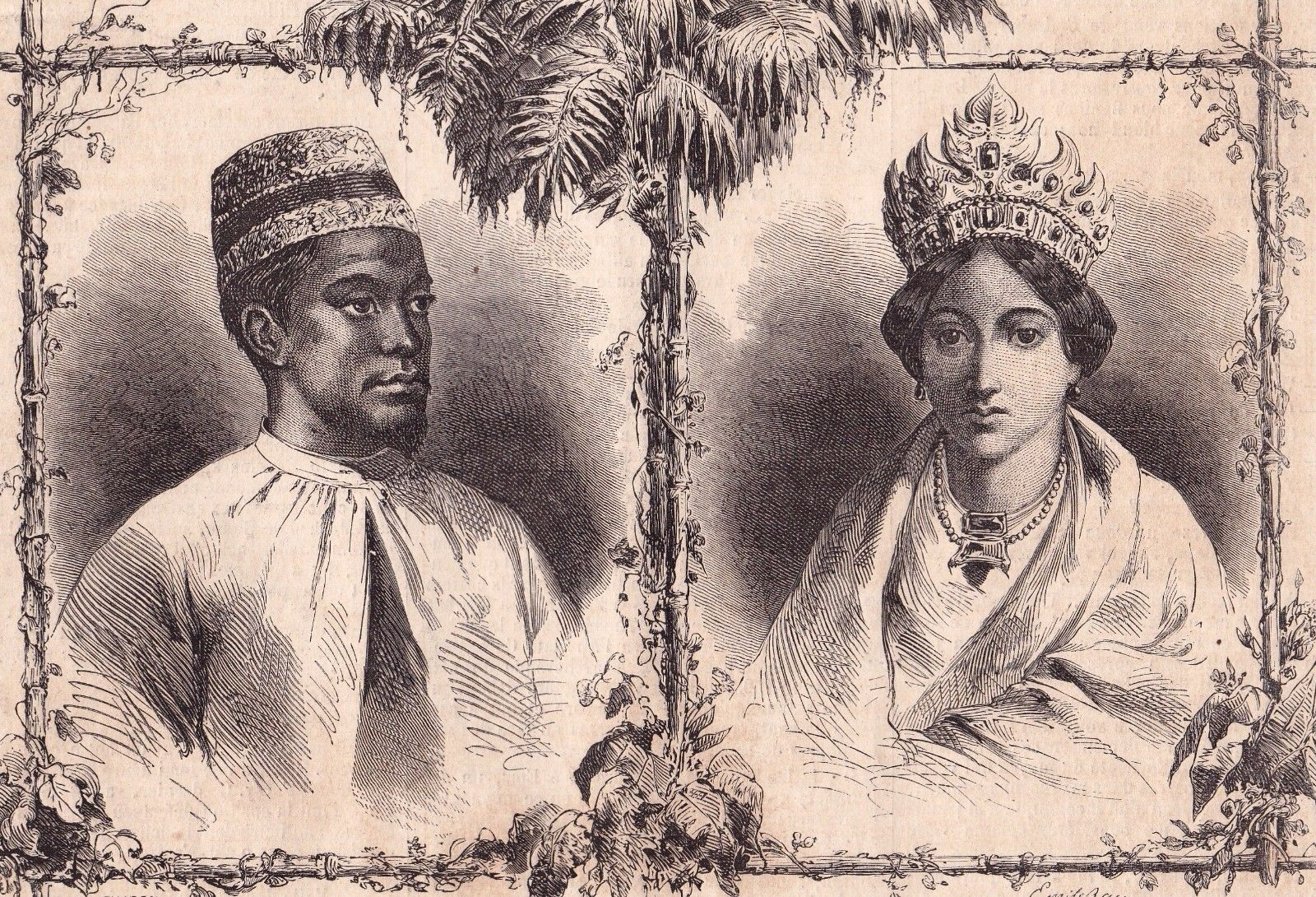
Dzsombe Szudi és férje 1861-ben, Le Monde illustré

Dzsombe Szudi 1852. szeptember 9-én Fomboniban feleségül ment Szaidi (Szajjid) Hamada (Muhammad bin Nasszer Al-Buszaidi) Makadara (Mkadara) zanzibári és ománi herceghez, aki nem vált társuralkodóvá, csak Moheli hercege címet nyerte el. Házasságukból három fiúgyermek született.
1851-ben Dzsombe Szudi Fatima szultána megalapította a Mohéli Csillagrendje (Ordre de l'Étoile de Mohéli) állami kitüntetést, amely 1902-ig volt érvényben, mikor a lányát, Szalima Masamba szultána-királynőt a férjével, Camille Paule francia csendőrrel együtt véglegesen Franciaországba telepítették
A kitüntetést 2003-ban újra bevezették, miután Mohéli 2002-ben a Comore-szigeteki Unió autonóm területévé vált. Mohéli Csillagrendjének nagymestere Mohéli autonóm terület elnöke, Said Mohamed Fazul lett, míg a kancellárja a dédunokája, Anne Etter, aki a Comore-szigetek Fejlesztési Társaságának (Association Développement des Iles Comores) elnökeként a királyi ház érdekeit képviseli napjainkban.
A Vasárnapi Ujság a királynő halála után hat évvel így számolt be Mohéli nagy királynőjéről 1884. szeptember 14-ei számában (a következő szöveg korabeli helyesírással íródott, így némileg eltér a mai változattól): „A napjainkban oly gyakran emlegetett Madagaszkár sziget tőszomszédságában, a Mozambik csatorna éjszakai bejáratánál vannak az ind tenger legszebb szigetei, a Komorák. Ezek közt a legkisebbek, de egyszersmind a legkellemesebbek közé tartozik Moheli sziget, [...]. Jumbe Zuli, az apró kis királyság uralkodónője, választott királynő. Atyja, a tekintélyes Ramanateka halála után a sziget főnökei közakarattal őt kiáltották ki uralkodójoknak s kiskorúsága alatt kormánytanácsot rendeltek mellé. Jumbe Zuli uralkodása nem csekély esemény hazája történetében. A franczia nevelésben részesült s természettől fogva eszes uralkodónő alattvalóinak művelődésére nagy gondot fordít s a franczia műveltség uralkodása alatt teljes gyökeret vert kis országában. Az átalakulás nem történt azonban erőszakosan s rohamosan, mint Madagaszkárban, hanem teljesen békében s jó példa által. Maga a királyi palota, ha nem állana udvarán három kis ágyú s mintegy 20 fekete katonából álló testőrség, fehér nadrágba, veres mellénybe s magas püspöki süveghez hasonló veres sapkába öltözve, igen kellemes villának látszanék. A tengerparton, domboldalon, magas pálmák közt fekszik, néhány terme már izlésesen feldíszítve s szőnyegekkel borítva igen kellemes otthont sejtet.”

## Gyermekei
- Férjétől, Szaidi (Szajjid) Hamada (Muhammad bin Nasszer Al-Buszaidi) Makadara (Mkadara) zanzibári és ománi hercegtől, Moheli hercegétől és régensétől, Szaid ománi és zanzibári szultán tanácsosától, 3 fiú:
  - Mohamed (1859 körül–1874) mohéli király (szultán) (ur.: 1865–1874)
  - Abdul Rahman (1860 körül–1885), II. Abdul Rahman néven mohéli király (szultán) (ur.: 1878–1885)
  - Mahmud (Fomboni, 1863 – Saint-Denis, Réunion, 1898. október 18.) trónkövetelő: (1885–1886), Mohéli régense a húga, Szalima Masamba nevében (ur.: 1889. szeptember 18. – 1897. október 9.), 1 fiú:
    - Manini herceg
- Házasságon kívüli kapcsolatából, Émile Charles Marie Fleuriot de Langle (1837–1881) francia kereskedőtől, 2 gyermek:[8]
  - Bakoko[9] (? – Mohéli, 1901. január 19.[10]) mohéli királyi herceg
  - Szalima Masamba (Fomboni, 1874. november 1. – Pesmes, 1964. augusztus 7.) mohéli királynő (szultána) (ur.: 1888–1909), férje Camille Paule (1867–1846), 3 gyermek[11]
    - Henrietta Kamilla Ursula Lujza (1902–1989) mohéli királyi hercegnő, 1. férje Pietro Oneglia, 2. férhe Jacques André, 1 lány:
      - (2. házasságából): Christiane André

    - Lajos Viktor Pál (1907–1983) mohéli királyi herceg, felesége Julia Adrienne Lavier, 2 lány:
      - Anna Ursula (Orsolya) (1941– ) mohéli királyi hercegnő, a Comore-szigetek Fejlesztési Társaságának (Association Développement des Îles Comores) elnöke, férje Jean–François Etter, 2 gyermek:
        - János Cirill, nem nősült meg
        - Miriam, férje Vincent Idasiak, 3 fiú:
          - Antal
          - Rémy (Remigius)
          - Miklós

      - Erzsébet mohéli királyi hercegnő, férje Jean Claude Biechler, 2 gyermek

    - Ferdinánd (1917–2007) mohéli királyi herceg, felesége Christiane Neveu, gyermeke nem született

## Családfa
| Rainimanetaka madagaszkári herceg * ? † ? | Rainimanetaka madagaszkári herceg * ? † ? |                                          |                                          | Rabodomanana madagaszkári hercegnő * ? † ? | Rabodomanana madagaszkári hercegnő * ? † ? |  |  | Andriantsziahofa * ?. † ? | Andriantsziahofa * ?. † ? |                  |                  | N. N. * ? † ? | N. N. * ? † ? |
|                                           |                                           |                                          |                                          |                                            |                                            |  |  |                           |                           |                  |                  |               |               |
|                                           |                                           |                                          |                                          |                                            |                                            |  |  |                           |                           |                  |                  |               |               |
|                                           |                                           | I. Abdul Rahman mohéli király * ? † 1842 | I. Abdul Rahman mohéli király * ? † 1842 |                                            |                                            |  |  |                           |                           | Ravao * ? † 1847 | Ravao * ? † 1847 |               |               |
|                                           |                                           |                                          |                                          |                                            |                                            |  |  |                           |                           |                  |                  |               |               |
|                                           |                                           |                                          |                                          |                                            |                                            |  |  |                           |                           |                  |                  |               |               |
|                                           |                                           |                                          |                                          |                                            |                                            |  |  |                           |                           |                  |                  |               |               |

|                             |                             | 1 Szaidi (Szajjid) Hamada ománi és zanzibári herceg * ? † ? OO 1852. IX. 9. | 1 Szaidi (Szajjid) Hamada ománi és zanzibári herceg * ? † ? OO 1852. IX. 9. | Dzsombe Szudi Fatima * 1836/37 † 1878 | Dzsombe Szudi Fatima * 1836/37 † 1878 | n Émile Charles Marie Fleuriot de Langle * 1837. VII. 30. † 1881. X. 24. OO házasságon kívüli kapcsolat | n Émile Charles Marie Fleuriot de Langle * 1837. VII. 30. † 1881. X. 24. OO házasságon kívüli kapcsolat |                                                 |                                                 |
|                             |                             |                                                                             |                                                                             |                                       |                                       | | |                                                 |                                                 |
|                             | 1                           |                                                                             | 1                                                                           |                                       | 1                                     | | n |                                                 | n                                               |
| Mohamed * 1859 körül † 1874 | Mohamed * 1859 körül † 1874 | II. Abdul Rahman * 1860 körül † 1885                                        | II. Abdul Rahman * 1860 körül † 1885                                        | Mahmud * 1863 † 1898. X. 18.          | Mahmud * 1863 † 1898. X. 18.          | Bakoko * ? † 1901. I. 19.                                                                               | Bakoko * ? † 1901. I. 19.                                                                               | Szalima Masamba * 1874. XI. 1. † 1964. VIII. 7. | Szalima Masamba * 1874. XI. 1. † 1964. VIII. 7. |

## Szépirodalom
- Grosdidier, Christophe: Djoumbe Fatima, reine de Mohéli, L'Harmattan, Párizs, 2004. ISBN 2747569535 9782747569538